# Portret damy w empirowej sukni
Portret damy w empirowej sukni – obraz polskiego malarza Kazimierza Wojniakowskiego z około 1810 roku, znajdujący się w Galerii sztuki polskiej 1800-1945 Muzeum Śląskiego w Katowicach.
Katowiccy muzealnicy zakupili obraz w od prywatnej osoby w Częstochowie w 1989 roku. Muzealny numer inwentarzowy: MŚK/SzM/630. Malarz przedstawił młodą kobietę w jasnej sukni z epoki. Klasycystyczny portret nie jest sygnowany. Dzieło ma wymiary 78,5 x 63,5 cm. Jest to obraz olejny na płótnie.